# Trinity-Insel
Die Trinity-Insel (englisch Trinity Island, französisch Île de la Trinité, spanisch Isla Trinidad) ist eine 24 km lange und 10 km breite Insel mit einer Fläche von 208 km². Sie liegt im Norden des Palmer-Archipels vor der Davis-Küste der Antarktischen Halbinsel. 
Die Insel wurde von Otto Nordenskjöld, dem Leiter der schwedischen Antarktisexpedition (1901–1903), im Andenken an Edward Bransfields „Trinity Land“ Trinityinsel genannt. Bereits 1820 erkundete der britische Forschungsreisende Bransfield die Gewässer nördlich der Antarktischen Halbinsel und kartierte dabei auch die Trinity-Insel.
Im Norden steigt die Insel pyramidenförmig an. Ihr höchster Gipfel, der Tower Hill, erreicht dort 1125 m. Der Südwesten der Insel ist ein flaches Plateau, das eine Eiskappe trägt. Im Süden der Insel erstreckt sich die Costa de las Grutas.